# Wei Shuo

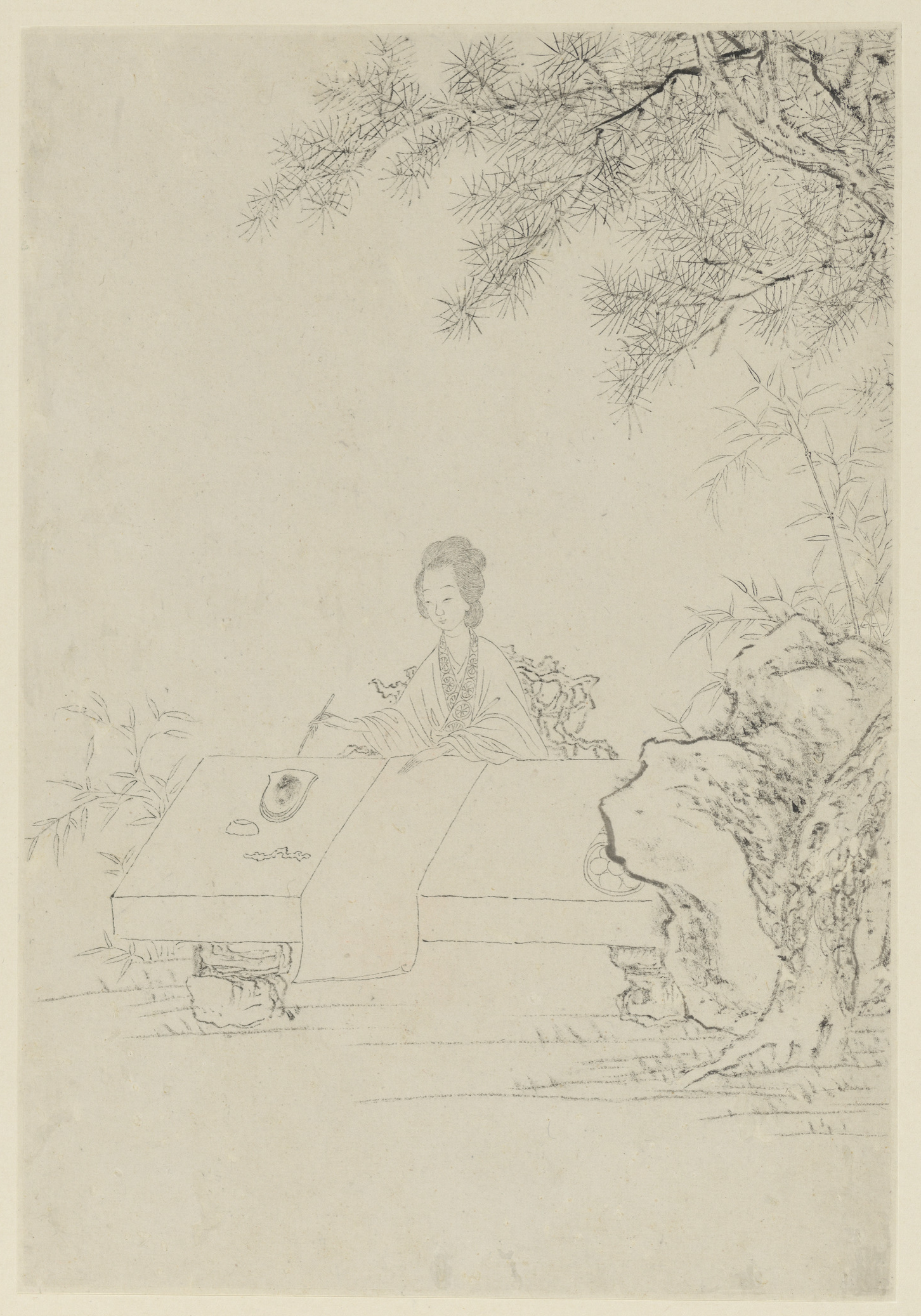
Wei Shuo, pintado por Gai Qi, 1799

Wei Shuo (Chino simplificado 卫铄, en chino tradicional  衛鑠, nombre de cortesía Mouyi 茂猗, apodo He'nan 和南, comúnmente llamada simplemente Señora Wei 衛夫人) (272-349 d. C.) fue una de las calígrafas chinas más famosas de la historia.  Fue quien estableció nuevas reglas que desarrollaron la escritura regular. Su discípulo más notable fue Wang Xizhi.

## Trayectoria
Nacida en la actual Xia, Shanxi, Wei era hija de Wei Zhan o la hija o hermana menor de Wei Heng. Provenía de una familia conocida por su habilidad en la literatura y la caligrafía, ya que su tío y primo también fueron calígrafos de prestigio.
Wei estaba casada con Li Ju. Wei y Li tuvieron a Li Chong, también calígrafo y asistente de secretaría de palacio. Es posible que le hayan enseñado el estilo que usaba Zhong Yao, aunque por los comentarios que describen su trazos finos, no parecen asemejarse al estilo más amplio de Zhong.
Tras estudiar las famosas obras de los calígrafos clásicos, empezó a desarrollar su propio estilo, que se centraba en imitar las formas y movimientos de la naturaleza, creando obras llenas de gracia y vigor que se convirtieron en la referencia de la caligrafía a partir de entonces.   Escribió un tratado influyente sobre sus teorías de la caligrafía. La imagen del pincel de tinta de Wei describe los Siete Poderes que más tarde se convirtieron en los Ocho Principios de Yong. Es famosa su comparación de la caligrafía con la guerra: el papel con un campo de batalla, el pincel con un arma y la tinta con munición.

## Obras
- Inscripción de concubina famosa (名姬帖, Ming Ji Tie )
- La inscripción de Weishi He'nan (衛氏和南帖, Weishi He'nan Tie )